# Petrus Mallants
Petrus Mallants (Geel, 11 april 1638 – waarschijnlijk Brugge, 3 december 1676) was een Zuid-Nederlands kartuizer en vertaler van religieuze werken.

## Levensloop
Mallants werd geboren in een notabele Geelse familie, als zoon van Ewaut Mallants en Helena Geertmans. Hij trad in bij de kartuizers in het klooster Genadedal in Brugge, legde in 1655 de kloostergeloften af en werd in 1661 tot priester gewijd. Hij verbleef in de cisterciënzerkloosters in Brugge en in Lier. Zijn broer Theodoor Mallants trad in bij de kartuizers in Brussel en was prior van het Brugse kartuizerklooster van 1683 tot 1689.
Hoewel hij al op achtendertigjarige leeftijd overleed, was Petrus de auteur van talrijke werken, hoofdzakelijk vertalingen vanuit het Latijn. De door Petrus in de volkstaal vertaalde en gepubliceerde werken bewogen zich binnen de wereld van de kartuizers. Het waren praktisch alle, voor wat het proza betreft, vertalingen uit het Latijn. In zijn verzen, die meestal als inleiding of voorwoord in zijn boeken verschenen, had hij, volgens Jan Frans Willems, het best de stijl van Jacob Cats benaderd.

## Publicaties
- De historie ende mirakelen van 0. L. Vrouwe van Loretten, in 't latyn beschreven in vyf boecken, door den Eerweerdigen Pater Horatio Tursellini s.j. (...) ende nu nieuwelycx vertaelt, Brugge, wwe Jean Clouwet, 1666.
- De Eeyrbaene des Cruys (...) in 't latyn beschreven door (...) Benedictus Haeftenus (...) nu nieuwelinglis vertaelt, Brugge, Lucas Vanden Kerchove, 1667. Oorspronkelijke titel: Regia via Crucis.
- De godvruchtige, ende guide bedenkinghen van den zeer Eerweerdigen Vader Guigues, vyfden prior van Groot Carthuysien, ende generael van de Orde der Carthuysers, by hem in 't latyn beschreven ende nu in het nederduytsch vertaelt, Brugge, wwe J. Clouwet, 1668.
- Het leven, deugden, mirakelen ende gratien van den heylighen patrîarch Bruno, fundateur ende instelder van het order der Cartuysers, ghetrocken uyt verscheyde auteurs, nu eerst in het nederduytsch beschreven, Antwerpen, Cornelis Moons, 1673.
- Het leven en deughden vanden Godtsalighen Dionysius van Ryckel, cartuyser (...), uyt verscheyde autheuren byeen vergadert, nu nienwelickx in het nederduytsch beschreven, ende met vele geestelycke opmerkinghen verciert, Gent, Fr. d'Erckel, 1675.
- Leerwegh om 't ondersoecken, en 't onderscheyden den gheestelycken voortganck vande ziele (...) in 't spaensch gemaeckt door den Eerweerdigen P. F. Thomas a Jesus, Discalceaet, daernaer door een Religieus van het selve orde overgheset in 't latyn, ende nu in het nederduytsch vertaelt, Gent, Fr. d'Erckel, 1675.
- Korte verhandelinge van de verbintenisse des reghels ende constitutien in de heylighe religien. In 't latyn ghemaeckt door (...) P. Petrus Dierkens (...) ende in het nederduytsch vertaelt, Gent, J. Danckaert, 1688.